# Первое Гохштедтское сражение
Первое Гохштедтское сражение (нем. Erste Schlacht bei Höchstädt) — сражение, произошедшее 20 сентября 1703 года во время войны за Испанское наследство (1701—1714) в районе деревни Гохштедт (современный город Хёхштедт-на-Дунае, Германия).
Союзные франко-баварские войска под командованием маршала Виллара и баварского курфюрста Максимилиана II разгромили имперскую армию под командованием графа Оттона II и князя Леопольда I.

## Предыстория
15 сентября 1703 года, основные силы имперской армии под командованием маркграфа Людвига Баденского взяли вольный город Аугсбург, угрожая Баварии с запада. Имперские войска под командованием графа Оттона II выступили из Бадена и по северному берегу реки Дунай направились на восток и достигли деревни Гохштедт 19 сентября. Маршал Виллар и курфюрст Максимилиан II Эмануэль выступили со своей армией с целью перехватить имперские войска, приказывая 7-тысячному отряду д’Юссона, стоящему лагерем в Диллингене, атаковать имперцев с тыла.

## Битва
20 сентября отряд д’Юссона атаковал войска имперцев. Атака французов окончилась неудачей: атаковав слишком рано, обойденный неприятельской кавалерией, имея перед собою превосходящие силы и не получая вестей от Виллара, занятого переправой через Дунай, д’Юссон отступил в свой укрепленный лагерь. К 10 часам утра в самый его разгар сражения прибыли союзники.
Обойдя левый фланг имперцев, который не успел перестроиться, союзники атаковали их так энергично, что они поспешно начали отступать к Нёрдлингену, и если бы д’Юссон в этот момент вышел из Диллингенского лагеря и стал бы на путь отступления имперской армии, поражение явилось бы ещё более полным. Только благодаря героической стойкости арьергарда под командованием Леопольда I Оттону II удалось спасти свою армию и достичь Нёрдлингена. Имперцы потеряли 11 000 человек, большей частью пленными, 37 пушек и весь обоз. Союзники потеряли 1000 человек. Остатки разбитой имперской армии в беспорядке отходили к Нёрдлингену, откуда граф Оттон II надеялся достигнуть верхнего Дуная и соединиться с маркграфом Баденским, стоявшим в Аугсбурге.

## Последствия
Кампания 1703 года закончилась взятием Аугсбурга 16 декабря, гарнизон которого сдался Максимилиану II. Через год состоялось Второе Гохштедтское сражение, в котором союзные франко-баварские войска были разбиты.